# 타라웨라산
타라웨라산(Mt. Tarawera)은 뉴질랜드 북섬 로토루아 호수 남동쪽에 위치한 화산이다. 1886년 대분출로 150명의 사망자가 나왔다. 해발은 1,111m이다.

## 재해
1886년 6월 10일 대분화가 유명하다. 오전 2시경에는 화산 지진이 많아지고, 폭발 소리가 몇 번 울렸다. 그리고 2시 30 분경에 연기가 분출하고, 발진이 확인되었다. 연기는 여전히 분출, 오전 3시 30 분경 분석이 화구에서 흩날렸다. 이로 인해 약 150 명의 사망자가 나왔다. 화산 폭발 지수 5에 달하는 엄청난 폭발이었다. 그리고 이 화산이 분화하였을 때, 세계의 아름다운 경관 중 하나였던 핑크 앤드 화이트 테라스 온천이 파괴되어 사라지고 말았다. 또한 로토마하나 호 옆에는 와이망구라는 새로운 화산이 형성되었다. 타라웨라 산은 오카타이나 화산의 돔 중 하나이다.

## 전설
1886년 분출을 둘러싼 하나의 전설은 유령 카누에 대한 것이다. 분출이 있기 일주일 전 테라스에서 관광객을 가득 싣고 돌아온 보트가 그들의 배 앞으로 전선 카누가 다가오는 것을 목격했는데, 그들의 반 마일 앞에서 안개 속으로 사라져 버렸다. 그 목격자들 중 한사람은 성직자였고, 주변의 누구도 그러한 형태의 전선 보트를 가지고 있지 않았다. 단지 안개에 비친 환영이라는 냉소적인 의견이 많았지만, 테 와이로아 부족의 연장자는 그것이 와카 와이루아(waka wairua, 신령선)라고 주장을 했고, 그것은 운명의 전조가 되었다.

## 같이 보기
- 로토루아 호수

## 갤러리

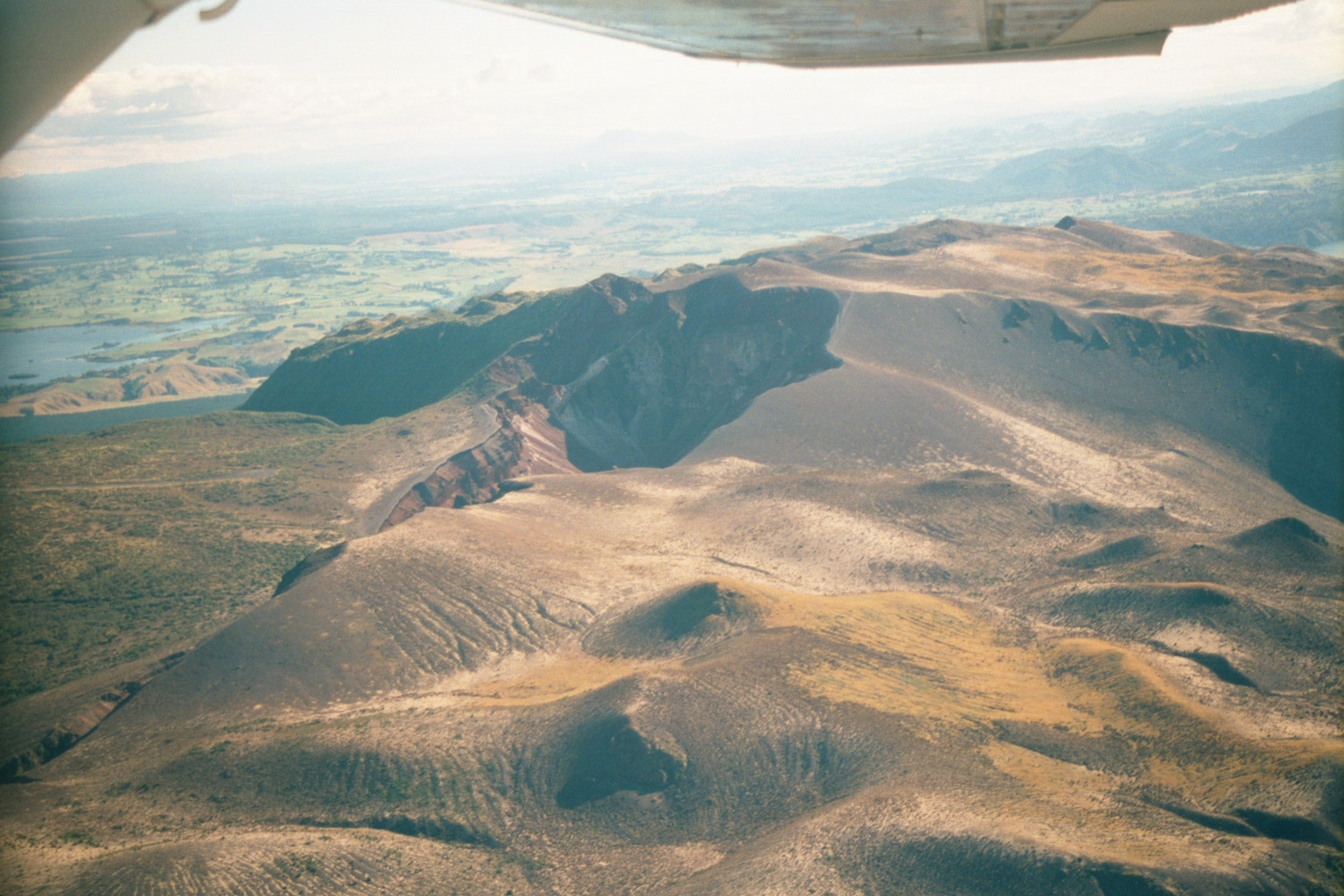
북쪽에서 본 모습
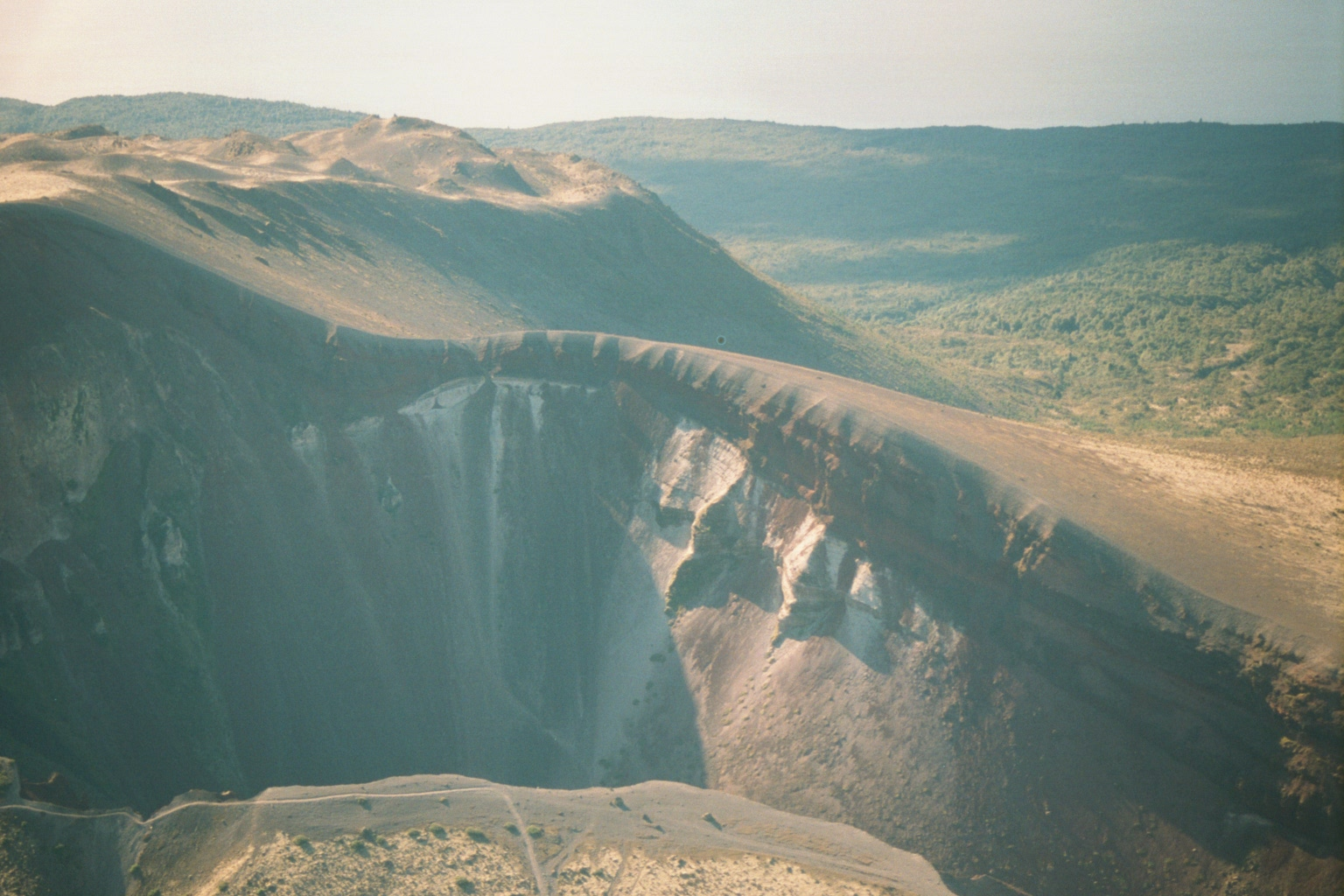
분화구 틈의 확대사진
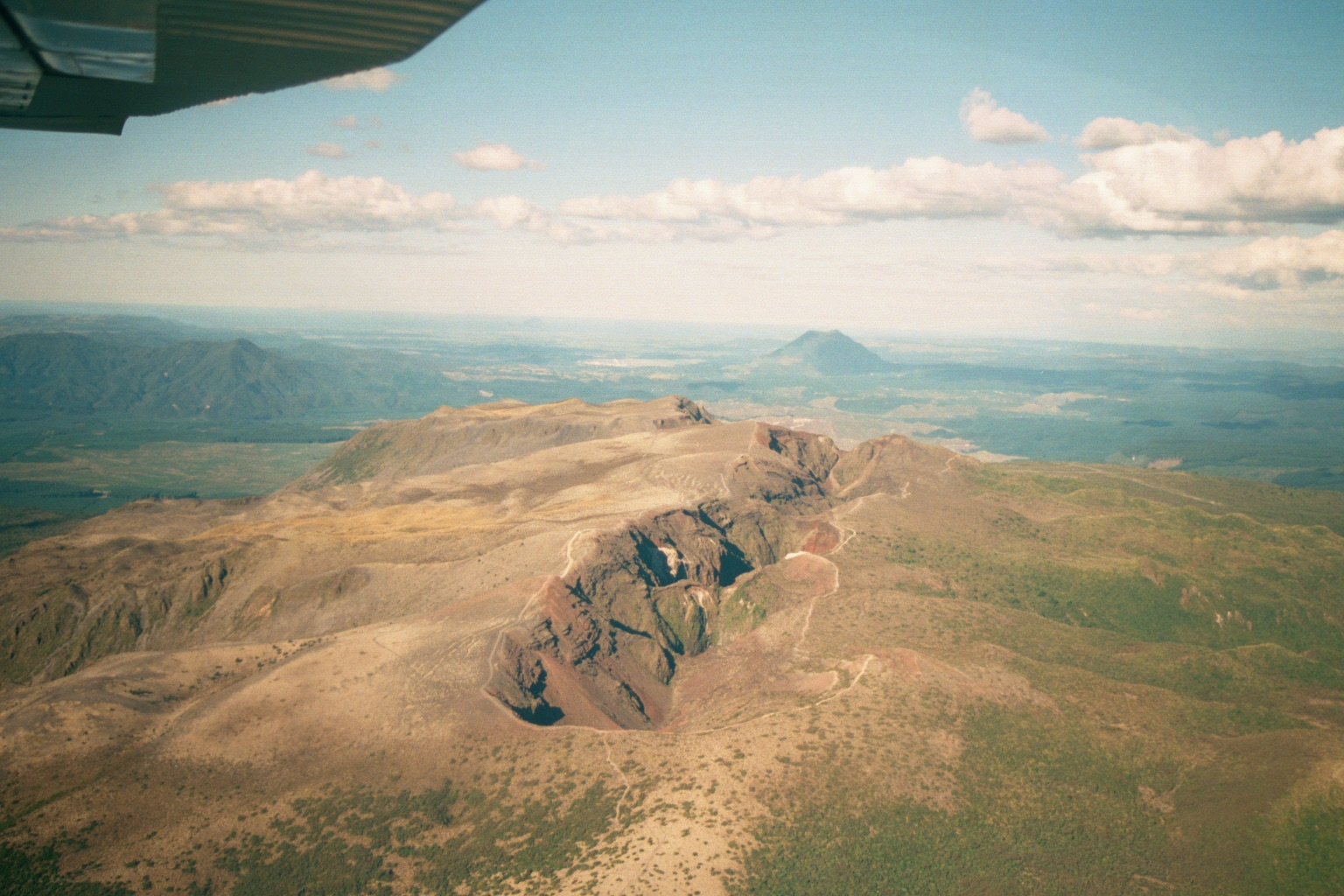
남서쪽
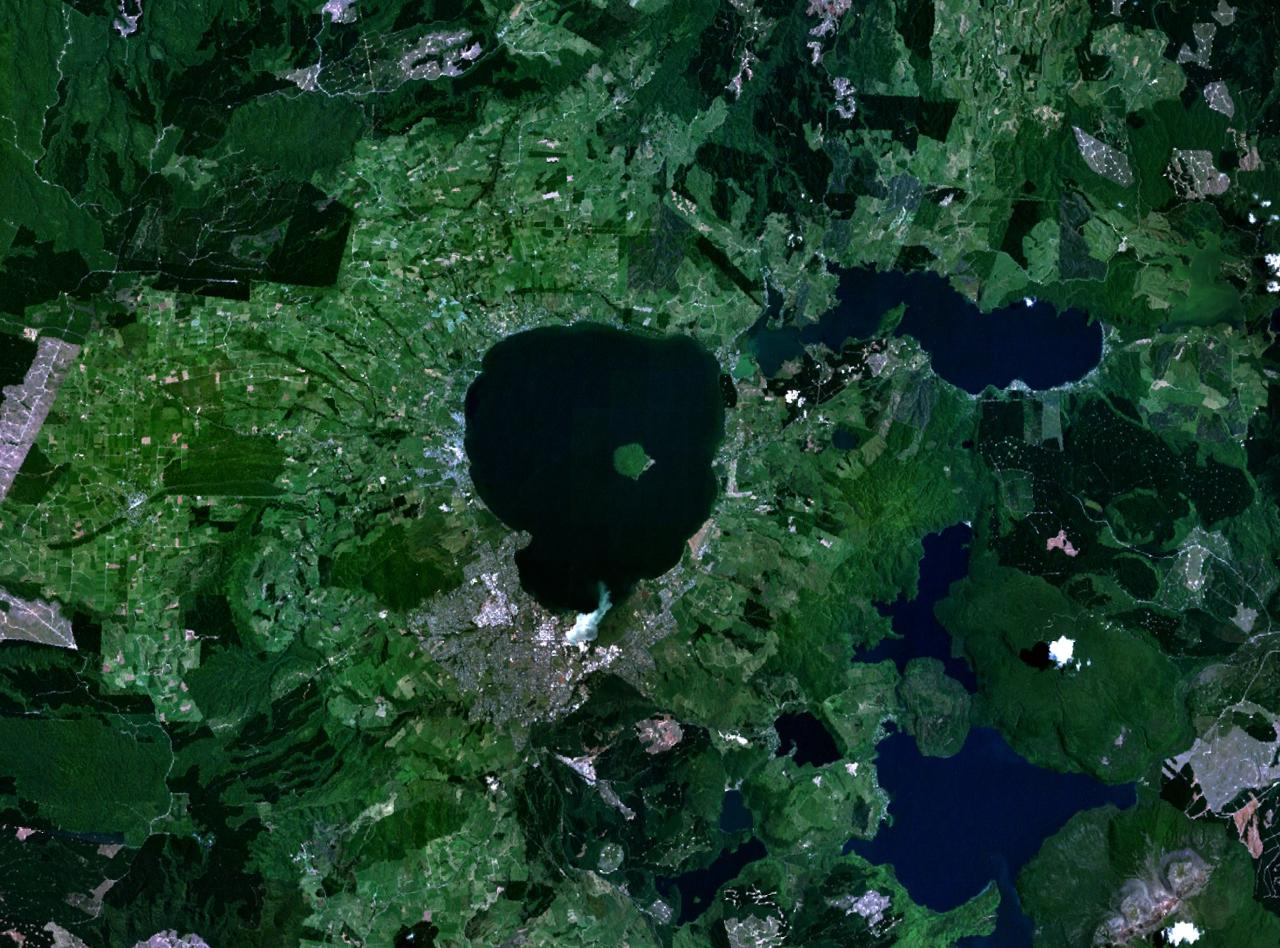
위성 사진